# (6707) Shigeru
(6707) Shigeru (1988 VZ3) – planetoida z pasa głównego asteroid okrążająca Słońce w ciągu 3,46 lat w średniej odległości 2,29 j.a. Odkryta 13 listopada 1988 roku.